# Juan Pablo Raba
Juan Pablo Raba (Bogotá, 14 de janeiro de 1977) é um ator colombiano, conhecido pela participação na série Narcos.